# Piątek (gmina)
Pour les articles homonymes, voir Piątek.
Piątek est une gmina (commune) rurale (gmina wiejska) du powiat de Łęczyca, dans la Łódź, dans le centre de la Pologne.
Son siège administratif (chef-lieu) est le village de Piątek, qui se situe environ 20 kilomètres (km) à l'est de Łęczyca (siège du powiat) et 32 kilomètres au nord de la capitale régionale Łódź (capitale de la voïvodie).
La gmina couvre une superficie de 133,2 km2 pour une population de 6 574 habitants en 2006.

## Histoire
De 1975 à 1998, la gmina est attachée administrativement à la voïvodie de Konin.

Depuis 1999, elle fait partie de la voïvodie de Łódź.

## Géographie
La gmina inclut les villages et localités de :
- Balków
- Bielice
- Boguszyce
- Borowiec
- Broników
- Czerników
- Górki Łubnickie
- Górki Pęcławskie
- Goślub
- Goślub-Osada
- Janków
- Janówek
- Janowice
- Jasionna
- Konarzew
- Krzyszkowice
- Łęka
- Leżajna
- Łubnica
- Mchowice
- Michałówka
- Młynów
- Mysłówka
- Orądki
- Orenice
- Pęcławice
- Piątek
- Piekary
- Pokrzywnica
- Rogaszyn
- Śladków Podleśny
- Śladków Rozlazły
- Stare Piaski
- Sułkowice Drugie
- Sułkowice Pierwsze
- Sypin
- Witów
- Włostowice
- Włostowice-Parcele
- Żabokrzeki

### Gminy voisines
La gmina de Piątek est voisine des gminy de:
- Bedlno
- Bielawy
- Głowno
- Góra Świętej Małgorzaty
- Krzyżanów
- Zgierz.

## Structure du terrain
D'après les données de 2014, la superficie de la commune de Piątek est de 133,2 kilomètres carrés, répartis comme telle :
- terres agricoles : 82 %
- forêts : 8 %

La commune représente 17,23 % de la superficie du powiat.

## Démographie
Données du 30 juin 2014 :
| Description        | Total  | Total | Femmes | Femmes | Hommes | Hommes |
| ------------------ | ------ | ----- | ------ | ------ | ------ | ------ |
| Unité              | Nombre | %     | Nombre | %      | Nombre | %      |
| Population         | 6 215  | 100   | 3 152  | 50,7   | 3 030  | 49,3   |
| Densité (hab./km²) | 47     | 47    | 24     | 24     | 23     | 23     |